# أورانية (جمهورية هولندا)

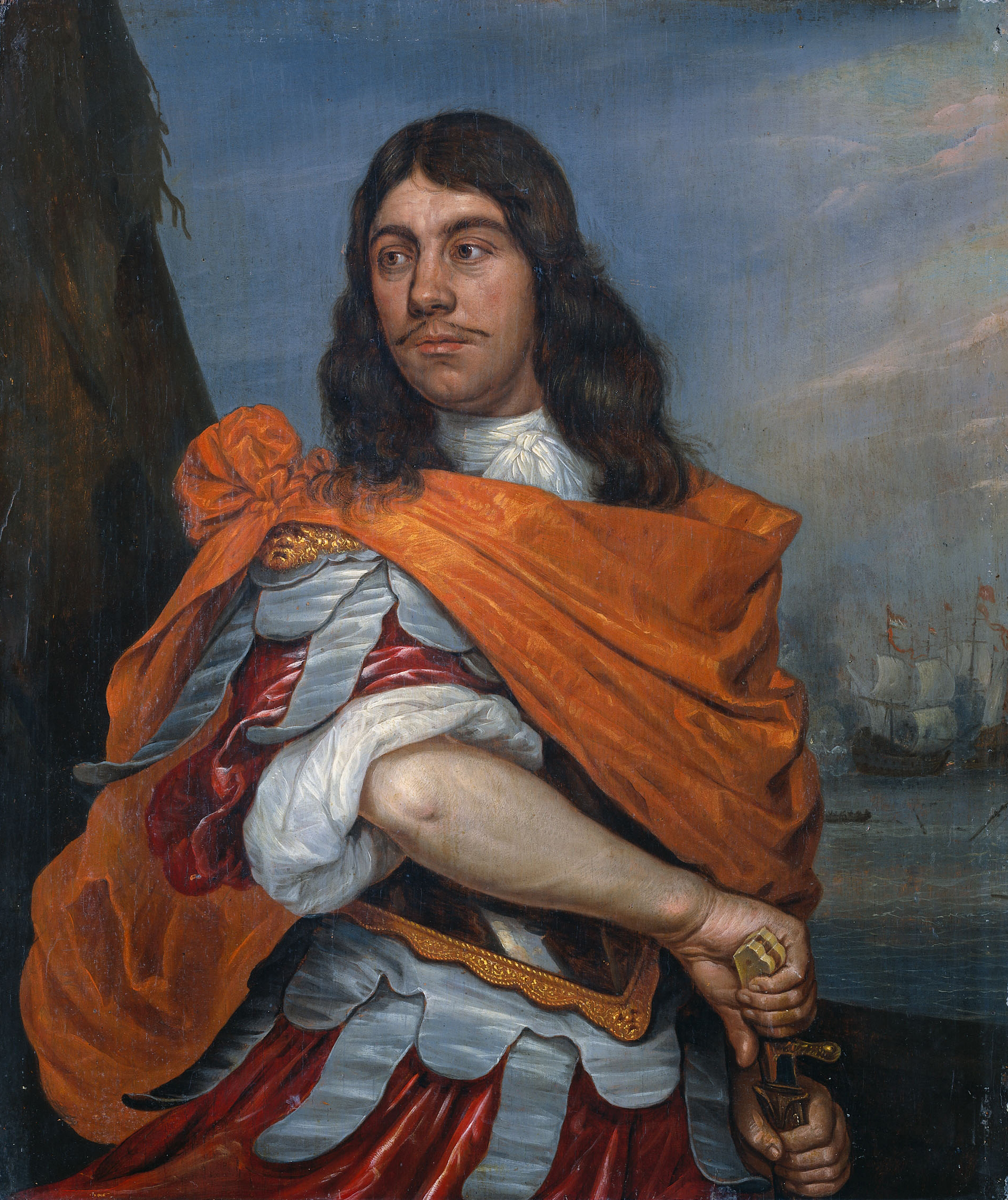
كورنيليس ترومب من قبل إبراهام إيفريتس فان سترفيلد (حوالي 1666). هذه هي صورة ترومب في زي روماني. تعكس تعاطفه الأوراني من خلال لون عباءته.

في تاريخ جمهورية هولندا الأورانية أو prinsgezindheid (مؤيدو الأمير) كانت قوة سياسية معارضة Staatsgezinde  الحزب (الموالي للجمهورية). وقد دعم الأورانيون أمير أورانيا كستاتهاودر (منصب احتله أعضاء عائلة أوراني - ناساو) والقادة العسكريون بالجمهورية، باعتباره مراقبة لسلطة الحكام.:12 وكان يجتذب الحزب الأوراني أعضائه إلى حد كبير من عامة الناس، والجنود، وطبقة النبلاء والدعاة المتشددين، على الرغم من دعمه تقلب بشكل كبير على مدى تاريخ الجمهورية.:13

## مزيد من القراءة
- Davies, Norman; "Europe: a history." Pimlico, 1997.